# Jahna (Jahnatal)

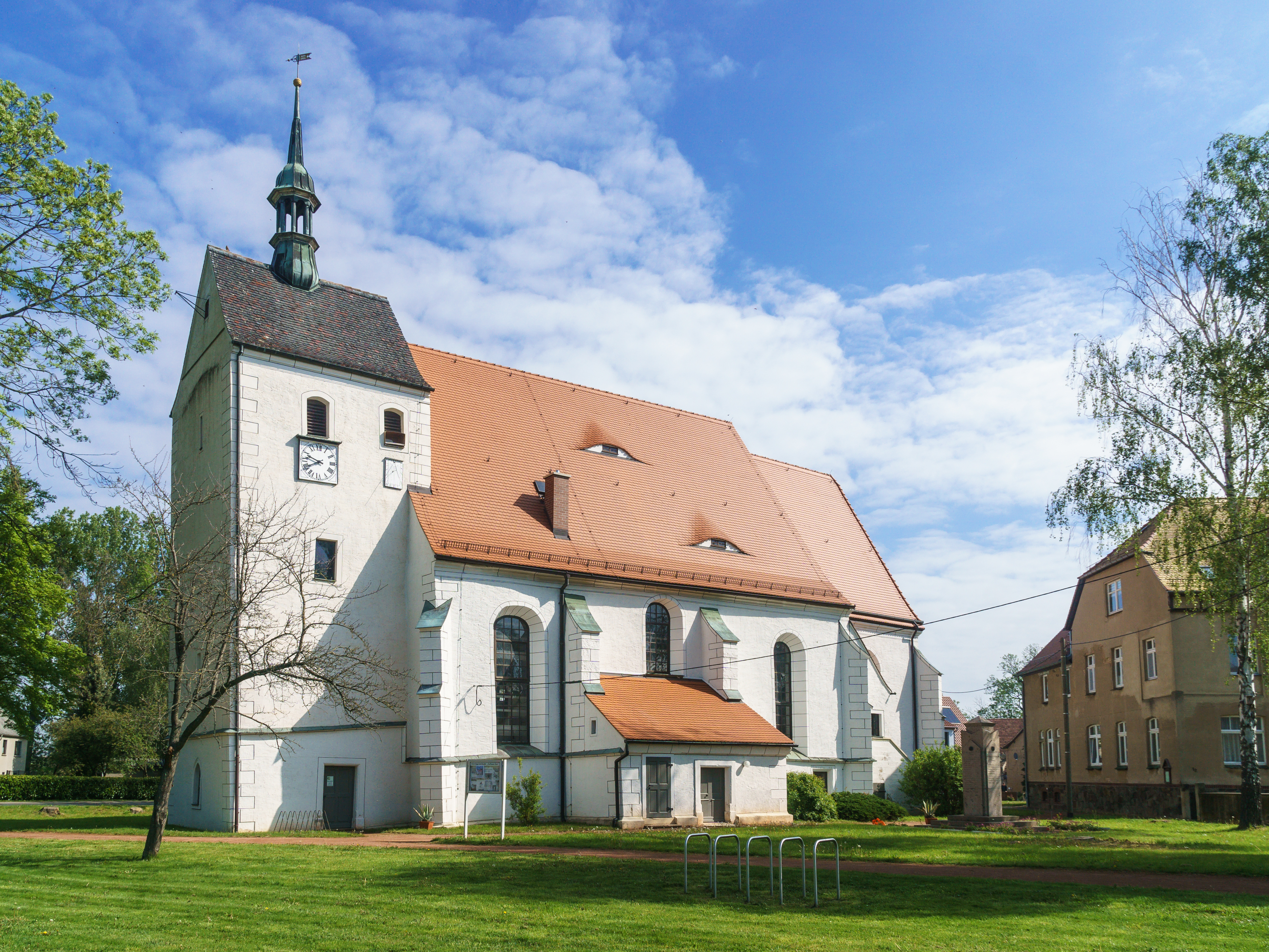
Dorfkirche St. Gotthard

Jahna ist ein Ortsteil von Jahnatal im Landkreis Mittelsachsen.

## Geschichte
Der Ortsname soll auf den alten slawischen Burgwall Gana zurückzuführen sein, der mit den Eroberungsfeldzügen des Königs Heinrich I. (Ostfrankenreich) von 929 erstmals durch Widukind von Corvey in dessen um 965 geschriebenen Res gestae Saxonicae (Sachsengeschichte) erwähnt wurde.
Im Jahr 1929 feierte Jahna sein 1000-jähriges Bestehen.
Am 1. Juli 1950 wurde die bis dahin eigenständige Gemeinde Binnewitz eingegliedert. Zum 15. September 1961 folgte der Zusammenschluss mit Pulsitz zu Jahna-Pulsitz, das zum 1. Januar 1944 zu Ostrau kam, das wiederum zum 1. Januar 2023 mit Zschaitz-Ottewig zu Jahnatal fusionierte.

## Kultur und Sehenswürdigkeiten
- Kirche zu Jahna, erbaut 1677